# Дельгадо Бенегас, Франсиско Хавьер
Франсиско Хавьер Дельгадо Бенегас (исп. Francisco Javier Delgado y Venegas; 18 декабря 1714, Вильянуэва-дель-Арискаль, Королевство Испания — 10 декабря 1781, Мадрид, Королевство Испания) — испанский кардинал. Епископ Канарских островов с 25 мая 1761 по 19 декабря 1768. Епископ Сигуэнсы с 19 декабря 1768 по 20 мая 1776. Архиепископ Севильи с 20 мая 1776 по 10 декабря 1781. Патриарх Западной Индии с 30 марта 1778 по 10 декабря 1781. Кардинал-священник с 1 июня 1778 по 10 декабря 1781.